# Anime Network
The Anime Network (abrégé en TAN) est un service spécialisé de vidéo à la demande américain consacré aux anime. D'abord filiale de A.D. Vision, Anime Network appartient actuellement à Valkyrie Media Partners.

## Histoire
La chaîne a été lancé en Amérique du nord fin 2002, principalement sous la forme de sous-canal (subchannels) de télévision numérique, et est également présenté aux opérateurs de systèmes multiples (multi system operators) comme un service de diffusion de programmes en vidéo à la demande, gratuitement ou sur inscription.
The Anime Network met fin à la diffusion de son réseau 24/7 le 1er janvier 2008. Il continue à assurer un service de vidéo à la demande et de visionnage en ligne sur son site Internet. Le 1er septembre 2009, A.D. Vision vend The Anime Network à Valkryie Media Partners LLC.
Anime Network permet aussi le visionnage en streaming de ses anime en Amérique du nord et au Royaume-Uni par l'intermédiaire de son site Internet. Les internautes non membres ont accès à un nombre restreint d'épisodes et de titres, tandis que les membres ont accès à davantage d'épisodes et à l'ensemble des titres en ligne.

## Anime Network au Royaume-Uni
Le 3 juin 2007, Anime Network est lancé au Royaume-Uni sous la forme d'un bloc de programmes diffusé sur la chaîne de télévision par satellite Propeller TV. Il s'agissait d'un bloc de deux heures de programmes comprenant quatre séries d'anime et diffusé de 8h à 10h, 7 jours sur 7. Le bloc a été retiré de la grille de programmes le 1er janvier 2008.

## Personnalités liées
- Emma Vieceli (1979-), artiste et auteure de bandes dessinées britannique.